# Sàvino
Sàvino (en rus: Савино) és un poble de l'óblast de Tula, a Rússia, segons el cens del 2010 tenia 28 habitants.